# 奧西歐拉縣 (佛羅里達州)
奥西欧拉县（英語：Osceola County，/ɒsiˈoʊlə/，o-si-OH-lə）是美国佛罗里达州中部的一個縣。根据2020年人口普查结果显示，该县共有38萬8,656人。该县的县治及最大城市均为基西米。